# 土木の神
『土木の神』（どぼくのかみ）は、なめぞう（米餅昭彦）の成人向け漫画。1991年からペンギンクラブ山賊版に連載された。

## 概要
土木建築の女神・「ロー・ム・シャー」と、「土方（ひじかた）」たち建設作業員の性的な日常を描いた成人向け漫画。建設作業員たちの辛い現実や日常が、（漫画的に誇張されているとはいえ）生々しく描かれている。土木の専門用語や現場独特の言い回しも随所に使用される。
ジャンル的には美少女コミック、エロ漫画であり、毎回性的なシーンが描かれるが、きちんとキャラクターの立ったギャグ漫画としての側面も持っており、そちらに紙幅が割かれる場合も多い。
連載開始前に同名の読みきり（以下「パイロット版」）が掲載された。
2002年、コアマガジンから刊行された「なめ蔵」あとがきにてコミックス刊行をほのめかす記述があったが、2011年9月の時点で単行本は1巻目のみ発売で、全話収録した単行本は刊行されていない。

## あらすじ
土建屋「有限会社 関東重田組」に、女神ロー・ム・シャーが降臨。セックスと神技で作業員たちをやる気にさせていく。

## 登場人物
ロー・ム・シャー
主人公。天からやってきた自称・土木の神。作業員たちからは「ローム」と呼ばれる。ピンクの和装を着た金髪の少女の姿をしている。神様らしくやや古風で尊大な言動をするが、その一方で感情表現も豊かで、人間顔負けの暴走を行ってしまう場合もたびたびある。
性的な献身で作業員達の疲れきった心身を癒していく。また、「神技」と称して様々な超常的能力を使える（空を飛ぶ、人間に化ける、人間を巨大化させるなど）。
土方（ひじかた）
副主人公。作業員の青年。頭の中は女とセックスのことばかりで、毎回常軌を逸した行動をとる。ロームと致した回数が最も多い。
性格、経歴、言動、作業態度など全てに問題があり、現場の仲間からはひそかに嫌われている。パイロット版とは容姿や性格がかなり異なる。
みちろー
第4話から登場。19歳。本名は鹿鳥みちろう。華奢な体で女顔の美少年。女児好きの親により、小学校入学前まで女として育てられたという。男らしくなるため関東重田組で働き始める。
熊谷（くまがい）
親方。クマかゴリラのような容貌の中年男性。土方たち作業員を怒鳴りまくる毎日である。監督にだけは丁寧語で話す。第2話では主役になり、そこで壮絶な過去がシリアスに語られる。
鴨池（かもいけ）
監督。黒髪メガネで細身。自他共に認めるオカマで、みちろーに一目ぼれする。レギュラーの中では冷静かつ常識的で現場を離れれば、よき相談相手でもある。ロームの能力で自身を含めて数名が女体化してしまった際には男に犯されてしまったみちろーの面倒を見た。
かつて懸想していたラグビー選手の「水はけの悪い競技場に辟易していた」という発言ために快適な競技場を作ろうと、建築科のある大学に入りなおして資格を取った過去がある。
この他、モブキャラクターの作業員たちも、名前は無いが毎回おおむね同じキャラクターが描かれている。

## 単行本
『土木の神 労之巻』
出版社： 富士美出版
発行日：1992年12月
ISBN： 4894210029 、978-4894210028 
連載第1～5話と、パイロット版、他の読み切り作品2話を収録。2011年9月の時点では、電子出版で販売されている。続巻は紙媒体も含めて当時から発売されていない。パイロット版のみ、作者の個人サイトで無料で読むことができる。